# Almarai
Almarai (arabisch شركة المراعي, DMG Šarikat al-Marāʿī) ist ein saudi-arabischer Nahrungsmittelhersteller.

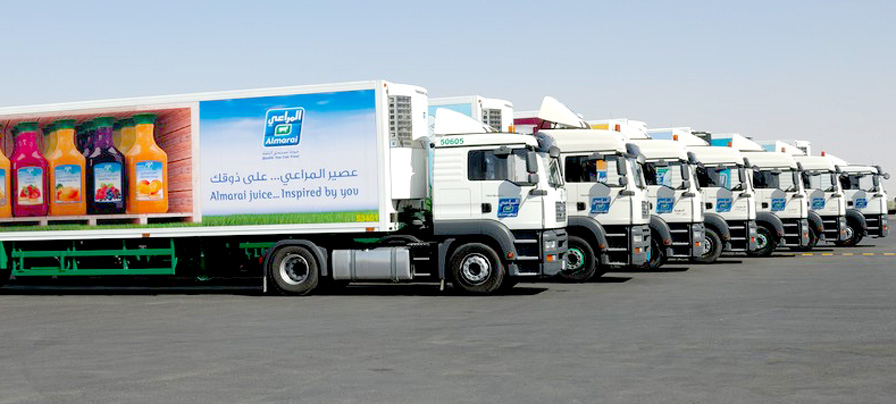
Kühllaster von Almarai

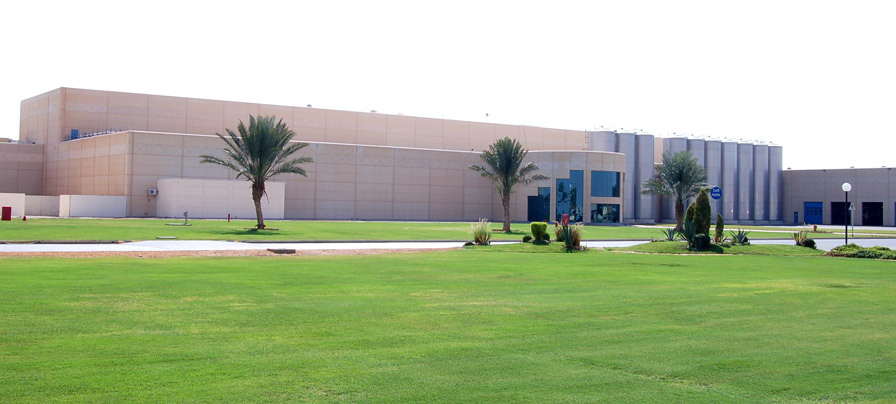
Fabrik in al-Chardsch

Almarai wurde 1977 von Sultan bin Mohammed bin Saud Al Kabir als Milchviehbetrieb gegründet und besitzt heute 180.000 Holstein-Friesian-Kühe, die in aufwendig gekühlten Ställen gehalten werden. Seit 2005 hat das Unternehmen auch in viele andere Bereiche expandiert. Heute gehört Almarai zu den größten Milcherzeugern der Welt.